# Liste des châteaux de la Drôme
La liste des châteaux de la Drôme recense de manière non exhaustive les mottes castalres ou château de terre, les châteaux, château fort ou château de plaisance, les châteaux viticoles, les maisons fortes, les manoirs, situés dans le département français de la Drôme. Il est fait état des inscriptions et classements au titre des monuments historiques.
Sur les 600 châteaux plus ou moins en ruine repérés dans la Drôme, plus de 70 sont inscrits ou classés Monuments Historiques. Trois de ces châteaux sont propriété du département : le château de Grignan, le château des Adhémar et le château de Suze-la-Rousse.

## Liste
| Icône            | Signification    | Abréviations             | Abréviations                  | Abréviations             | Abréviations           |
| ---------------- | ---------------- | ------------------------ | ----------------------------- | ------------------------ | ---------------------- |
| Château fort     | Château fort     | = Bastide                | = Ferme fortifiée             | = Maison forte           | = (Néo-)Palladianisme  |
| Renaissance      | Renaissance      | = Château gascon         | = Folie (montpelliéraine)     | = Manoir, Gentilhommière | = Résidence épiscopale |
| Domaine viticole | Domaine viticole | = Classicisme, classique | = Forteresse, fort(ification) | = Maison (noble)         | = Style Beaux-Arts     |
| Palais           | Palais           | = Commanderie            | = Gothique (flamboyant)       | = Néo-baroque            | = Style Second Empire  |
| Ruine ou disparu | Ruine, disparu   | = Château pinardier      | = Hôtel particulier           | = Néo-classique          | = Style italianisant   |
|                  |                  | = Demeure seigneuriale   | ... = Style Louis XII...XVI   | = Néo-gothique           | = Style troubadour     |
|                  |                  | = Éclectisme             | = Logis (seigneurial)         | = Néo-Renaissance        | = Villa (de Nice)      |
| Baroque, rococo  | Baroque, rococo  | = Édifice religieux      | = Motte castrale/féodale      | = Pavillon de chasse     | = Styles du XXe siècle |

| Type                                                   | Nom                                                     | Commune                         | Protection                                                        | Notes | Coordonnées                      | Illustration |
| ------------------------------------------------------ | ------------------------------------------------------- | ------------------------------- | ----------------------------------------------------------------- | --- | -------------------------------- | ------------ |
| Château fort · Ruine ou disparu                        | Château d'Albon                                         | Albon                           | Inscrit MH (1982) · Classé MH (2012) · Notice no PA00116878       | XIIIe siècle | 45° 14′ 54″ nord, 4° 52′ 14″ est |              |
|                                                        | Château de Senaud                                       | Albon                           |                                                                   | |                                  |              |
| Château fort · Ruine ou disparu                        | Château d'Alixan                                        | Alixan                          |                                                                   | Xe siècle, actuelle mairie | 44° 58′ 30″ N, 5° 01′ 34″ E      |              |
|                                                        | Château de Feraillon                                    | Alixan                          |                                                                   | |                                  |              |
|                                                        | Château de Vaugelas                                     | Alixan                          |                                                                   | |                                  |              |
| Château fort · Ruine ou disparu                        | Château d'Allan                                         | Allan                           | Inscrit MH (1989) · Notice no PA00117097                          | XIIe et XIVe siècles, ancien village | 44° 29′ 52″ N, 4° 47′ 50″ E      |              |
|                                                        | Château de l'Isle                                       | Allex                           |                                                                   | |                                  |              |
|                                                        | Château de Pergaud                                      | Allex                           |                                                                   | |                                  |              |
|                                                        | Château de Ramières                                     | Allex                           |                                                                   | |                                  |              |
| Château fort · Ruine ou disparu                        | Château d'Ancône                                        | Ancône                          |                                                                   | Moyen Âge, disparu | 44° 35′ 07″ N, 4° 43′ 37″ E      |              |
|                                                        | Château du Cros                                         | Anneyron                        |                                                                   | |                                  |              |
|                                                        | Château de Larnage                                      | Anneyron                        |                                                                   | |                                  |              |
| Ruine ou disparu                                       | Château de Mantaille                                    | Anneyron                        |                                                                   | |                                  |              |
|                                                        | Château de Saleton                                      | Anneyron                        |                                                                   | |                                  |              |
| Château fort · Ruine ou disparu                        | Château d'Aubres                                        | Aubres                          |                                                                   | Moyen Âge, restauration partielle | 44° 22′ 39″ N, 5° 10′ 07″ E      |              |
| Château fort                                           | Château d'Aulan                                         | Aulan                           | Inscrit MH (1950) · Notice no PA00116885                          | XIIe siècle, bâtiment fortifié restauré | 44° 13′ 20″ nord, 5° 25′ 42″ est |              |
| Château fort · Renaissance                             | Château d'Autichamp                                     | Autichamp                       |                                                                   | Moyen Âge, Beaumont d'Autichamp | 44° 41′ 34″ N, 4° 58′ 48″ E      |              |
| Ruine ou disparu                                       | Château de Pellafol                                     | Barbières                       |                                                                   | |                                  |              |
| Château fort · Ruine ou disparu                        | Château de Barcelonne (La Tour de Barcelonne)           | Barcelonne                      |                                                                   | | 44° 52′ 07″ N, 5° 03′ 40″ E      |              |
| Château fort · Ruine ou disparu                        | Château de La Baume-de-Transit                          | La Baume-de-Transit             | Classé MH (1980) · Notice no PA00116890                           | XIIe siècle, XIVe et XVIe siècles | 44° 20′ 18″ N, 4° 51′ 57″ E      |              |
|                                                        | Château de Beaurières                                   | Beaurières                      |                                                                   | | 44° 34′ 17″ N, 5° 33′ 33″ E      |              |
| Maison forte                                           | Château de Beausemblant                                 | Beausemblant                    |                                                                   | XVe et XVIIe siècles | 45° 12′ 12″ N, 4° 50′ 36″ E      |              |
|                                                        | Château du Molard                                       | Beausemblant                    |                                                                   | |                                  |              |
|                                                        | Château de La Sizeranne                                 | Beausemblant                    |                                                                   | |                                  |              |
|                                                        | Château Loubet                                          | La Bégude-de-Mazenc             |                                                                   | |                                  |              |
| Château fort · Ruine ou disparu                        | château supérieur, dit des comtes de Poitiers           | Bourdeaux                       | Notice no IA26000026                                              | XIIe siècle | 44° 30′ 58″ nord, 5° 01′ 15″ est |              |
| Château fort · Résidence épiscopale · Ruine ou disparu | château inférieur, dit des évêques de Die               | Bourdeaux                       |                                                                   | |                                  |              |
|                                                        | Château de Bimard                                       | Chabeuil                        |                                                                   | |                                  |              |
| Château fort · Ruine ou disparu                        | Château de Gontardes                                    | Chabeuil                        |                                                                   | Moyen Âge |                                  |              |
|                                                        | Château de Neyrieu                                      | Chabeuil                        |                                                                   | |                                  |              |
|                                                        | Château de Rozier                                       | Chabeuil                        |                                                                   | |                                  |              |
|                                                        | Château Saint-Pierre                                    | Chabeuil                        |                                                                   | |                                  |              |
| Ruine ou disparu                                       | Château de Chabrillan                                   | Chabrillan                      |                                                                   | |                                  |              |
| Ruine ou disparu                                       | Château de Chalancon                                    | Chalancon                       |                                                                   | |                                  |              |
| Château fort                                           | Château de Chamaret                                     | Chamaret                        | Inscrit MH (1992) · Notice no PA00117108                          | XIIe siècle, bâtiment fortifié restauré | 44° 23′ 42″ nord, 4° 52′ 57″ est |              |
|                                                        | Château de La Charce                                    | La Charce                       |                                                                   | |                                  |              |
| Château fort                                           | Château de Charmes                                      | Charmes-sur-l'Herbasse          |                                                                   | |                                  |              |
| Château fort · Ruine ou disparu                        | Château des Arnaud                                      | Chastel-Arnaud                  |                                                                   | Moyen Âge, sur la montagne de Saint Andéol | 44° 40′ 13″ N, 5° 11′ 42″ E      |              |
| Renaissance                                            | Château de Châteaudouble                                | Châteaudouble                   |                                                                   | |                                  |              |
| Ruine ou disparu                                       | Château Rompu                                           | Châteaudouble                   |                                                                   | |                                  |              |
| Ruine ou disparu                                       | Château de Châteauneuf-de-Mazenc                        | Châteauneuf-de-Mazenc           |                                                                   | |                                  |              |
|                                                        | Château de Pizançon                                     | Chatuzange-le-Goubet            | Classé MH (1982) · Notice no PA00116914                           | XIXe siècle |                                  |              |
| Château fort · Ruine ou disparu                        | Serre de Châtelas                                       | Chauvac-Laux-Montaux            |                                                                   | XIIe siècle |                                  |              |
| Renaissance                                            | Château de Genas                                        | Cléon-d'Andran                  | Inscrit MH (1981) · Inscrit MH (1989) · Notice no PA00116918      | XVIIe siècle | 44° 36′ 43″ nord, 4° 56′ 11″ est |              |
| Château fort                                           | Tour de Crest                                           | Crest                           | Classé MH (1877) · Notice no PA00116924                           | Xe siècle, bâtiment fortifié restauré | 44° 43′ 49″ nord, 5° 01′ 26″ est |              |
|                                                        | Château de Comps                                        | Comps                           |                                                                   | |                                  |              |
| Château fort · Ruine ou disparu                        | Château de Curnier                                      | Curnier                         |                                                                   | XIIe siècle |                                  |              |
|                                                        | Château de Divajeu                                      | Divajeu                         |                                                                   | |                                  |              |
| Château fort · Ruine ou disparu                        | Château de Donzère                                      | Donzère                         | Inscrit MH (1971) · Notice no PA00116940                          | Moyen Âge, XVIIIe et XIXe siècles | 44° 26′ 41″ N, 4° 42′ 40″ E      |              |
| Forteresse, fort(ification) · Ruine ou disparu         | Ville fortifiée de Donzère                              | Donzère                         |                                                                   | Moyen Âge |                                  |              |
| Renaissance                                            | Château de Claude de Tournon                            | Donzère                         |                                                                   | XVIe siècle, Claude de Tournon |                                  |              |
|                                                        | Château du Mouchet                                      | Épinouze                        |                                                                   | |                                  |              |
| Motte castrale ou féodale · Ruine ou disparu           | Motte castrale de Espeluche                             | Espeluche                       |                                                                   | |                                  |              |
| Renaissance                                            | Château de Lalo                                         | Espeluche                       | Inscrit MH (1981) · Notice no PA00116945                          | XVIe et XVIIIe siècles, XIXe siècle | 44° 32′ 29″ N, 4° 48′ 50″ E      |              |
|                                                        | Château de Saint-Romain                                 | Espeluche                       |                                                                   | |                                  |              |
|                                                        | Château de Clavel                                       | Étoile-sur-Rhône                |                                                                   | |                                  |              |
|                                                        | Château des Poitiers                                    | Étoile-sur-Rhône                |                                                                   | |                                  |              |
|                                                        | Château Saint-Ange                                      | Étoile-sur-Rhône                |                                                                   | |                                  |              |
| Château fort                                           | Château d'Eurre                                         | Eurre                           |                                                                   | |                                  |              |
| Ruine ou disparu                                       | Château du Cheylard                                     | Eygluy-Escoulin                 |                                                                   | |                                  |              |
|                                                        | Château d'Eygluy-Escoulin                               | Eygluy-Escoulin                 |                                                                   | |                                  |              |
|                                                        | Château de la Gabelle                                   | Ferrassières                    |                                                                   | |                                  |              |
|                                                        | Château du Plan                                         | Ferrassières                    |                                                                   | |                                  |              |
| Domaine viticole                                       | Château Chartroussas                                    | La Garde-Adhémar                |                                                                   | |                                  |              |
| Ruine ou disparu                                       | Château des Escalin                                     | La Garde-Adhémar                |                                                                   | |                                  |              |
|                                                        | Château de Génissieux                                   | Génissieux                      |                                                                   | |                                  |              |
|                                                        | Château de Giller                                       | Génissieux                      |                                                                   | |                                  |              |
|                                                        | Château Messance                                        | Génissieux                      |                                                                   | XVIIIe siècle. Château acheté en 1828 par Hippolyte Charles, amant de Joséphine de Beauharnais                                                                |                                  |              |
| Ruine ou disparu                                       | Château de Gigors-et-Lozeron                            | Gigors-et-Lozeron               |                                                                   | |                                  |              |
|                                                        | Château de Grane                                        | Grane                           |                                                                   | |                                  |              |
| Château fort · Renaissance                             | Château de Grignan                                      | Grignan                         | Inscrit MH (1947, 1987) · Classé MH (1993) · Notice no PA00116961 | XIIe siècle, bâtiment fortifié restauré | 44° 25′ 13″ nord, 4° 54′ 32″ est |              |
| Maison forte                                           | Château de Barral                                       | Hauterives                      |                                                                   | | 45° 14′ 36″ N, 5° 01′ 00″ E      |              |
|                                                        | Château du Châtelard                                    | Hauterives                      |                                                                   | |                                  |              |
|                                                        | Château de Hauterives                                   | Hauterives                      |                                                                   | |                                  |              |
|                                                        | Château de la Croix                                     | Hostun                          |                                                                   | |                                  |              |
| Motte castrale ou féodale · Ruine ou disparu           | Château du Mottet                                       | Hostun                          |                                                                   | Moyen Âge |                                  |              |
| Château fort                                           | Château de Saint-Martin                                 | Hostun                          |                                                                   | Moyen Âge | 45° 02′ 12″ N, 5° 12′ 46″ E      |              |
| Château fort · Ruine ou disparu                        | Tour du Riable                                          | Lachau                          |                                                                   | XIIe siècle |                                  |              |
|                                                        | Château de Joyeuse                                      | Lapeyrouse-Mornay               |                                                                   | XVIIIe siècle |                                  |              |
| Ruine ou disparu                                       | Château de Larnage                                      | Larnage                         |                                                                   | | 45° 05′ 55″ nord, 4° 51′ 14″ est |              |
|                                                        | Château de La Laupie                                    | La Laupie                       |                                                                   | |                                  |              |
| Ruine ou disparu                                       | Château de Laval-d'Aix                                  | Laval-d'Aix                     |                                                                   | |                                  |              |
|                                                        | Château Braudoulle                                      | Laveyron                        |                                                                   | |                                  |              |
|                                                        | Château de la Ronceraie                                 | Laveyron                        |                                                                   | |                                  |              |
|                                                        | Château du Double                                       | Lens-Lestang                    |                                                                   | |                                  |              |
|                                                        | Château de la Saône                                     | Lens-Lestang                    |                                                                   | |                                  |              |
|                                                        | Château du Haut-Livron                                  | Livron-sur-Drôme                |                                                                   | |                                  |              |
| Domaine viticole                                       | Château La Rolière                                      | Livron-sur-Drôme                |                                                                   | XVIe siècle | 44° 46′ 37″ nord, 4° 52′ 33″ est |              |
| Ruine ou disparu                                       | Château de Marsanne                                     | Marsanne                        |                                                                   | |                                  |              |
|                                                        | Château de Montluisant                                  | Marsanne                        |                                                                   | |                                  |              |
| Ruine ou disparu                                       | Tour de Mercurol                                        | Mercurol                        |                                                                   | | 45° 04′ 38″ nord, 4° 53′ 38″ est |              |
| Ruine ou disparu                                       | Château des Dupuy-Montbrun                              | Montbrun-les-bains              |                                                                   | |                                  |              |
|                                                        | Château des Gipières                                    | Montbrun-les-Bains              |                                                                   | |                                  |              |
| Château fort · Ruine ou disparu                        | Château Reybaud                                         | Montbrun-les-Bains              |                                                                   | XIIe siècle |                                  |              |
|                                                        | Château de Montchenu                                    | Montchenu                       |                                                                   | |                                  |              |
|                                                        | Château de Vachères                                     | Montclar-sur-Gervanne           |                                                                   | |                                  |              |
| Manoir, gentilhommière · Renaissance                   | Château de Montéléger                                   | Montéléger                      |                                                                   | XVe siècle |                                  |              |
| Château fort                                           | Château des Adhémar (Château des Papes)                 | Montélimar                      | Classé MH (1889) · Notice no PA00116988                           | XIIe et XIVe siècles, bâtiment fortifié restauré | 44° 33′ 29″ nord, 4° 45′ 03″ est |              |
|                                                        | Château de Montjoux                                     | Montjoux                        |                                                                   | |                                  |              |
| Ruine ou disparu                                       | Château de Montmeyran                                   | Montmeyran                      |                                                                   | XVe siècle |                                  |              |
|                                                        | Château de Montalivet                                   | Montmeyran                      |                                                                   | XVIIe siècle |                                  |              |
|                                                        | Château de Montoison                                    | Montoison                       |                                                                   | |                                  |              |
| Ruine ou disparu                                       | Château de Montségur-sur-Lauzon                         | Montségur-sur-Lauzon            |                                                                   | |                                  |              |
| Résidence épiscopale                                   | Château des évêques de Valence                          | Montvendre                      |                                                                   | |                                  |              |
| Maison forte · Renaissance                             | Château de la Bretonnière                               | Mureils                         |                                                                   | XIIIe et XVIIe siècles | 45° 13′ 18″ N, 4° 55′ 59″ E      |              |
|                                                        | Château Vieux de Nyons                                  | Nyons                           |                                                                   | |                                  |              |
| Ruine ou disparu                                       | Château de Châteauroux                                  | Peyrins                         |                                                                   | |                                  |              |
|                                                        | Château de Gatelet                                      | Peyrins                         |                                                                   | |                                  |              |
| Motte castrale ou féodale · Ruine ou disparu           | Château de la Motte                                     | Peyrins                         |                                                                   | |                                  |              |
|                                                        | Château de la Sallemard                                 | Peyrins                         |                                                                   | |                                  |              |
|                                                        | Château de Piégros                                      | Piégros-la-Clastre              |                                                                   | |                                  |              |
| Château fort                                           | Château de Montrond                                     | Plan-de-Baix                    |                                                                   | XIIe siècle |                                  |              |
|                                                        | Château de Poët-Célard                                  | Le Poët-Célard                  |                                                                   | |                                  |              |
|                                                        | Château de Saint-André                                  | Le Poët-Célard                  | Inscrit MH (1862) · Notice no PA00116352                          | XIIIe siècle | 45° 46′ 27″ nord, 5° 28′ 44″ est |              |
|                                                        | Château de Poët-Laval                                   | Le Poët-Laval                   |                                                                   | |                                  |              |
| Château fort · Ruine ou disparu                        | Château de Pontaix                                      | Pontaix                         |                                                                   | XIIe siècle | 44° 34′ 58″ nord, 5° 07′ 57″ est |              |
|                                                        | Château de Saint-Ferréol                                | Pont-de-Barret                  |                                                                   | |                                  |              |
|                                                        | Château de Puygiron                                     | Puygiron                        |                                                                   | |                                  |              |
| Ruine ou disparu                                       | Tour de Ratières                                        | Ratières                        | Inscrit MH (1926) · Notice no PA00117018                          | IXe siècle | 45° 11′ 07″ nord, 4° 58′ 22″ est |              |
| Château fort · Ruine ou disparu                        | Château de Jansac                                       | Recoubeau-Jansac                |                                                                   | détruit |                                  |              |
|                                                        | Château de Recoubeau                                    | Recoubeau-Jansac                |                                                                   | |                                  |              |
| Ruine ou disparu                                       | Château de Reilhanette                                  | Reilhanette                     |                                                                   | |                                  |              |
|                                                        | Château Le Combet                                       | La Répara-Auriples              |                                                                   | |                                  |              |
| Ruine ou disparu                                       | Tour de Rochebrune                                      | Rochebrune                      |                                                                   | |                                  |              |
| Ruine ou disparu                                       | Château de La Roche-sur-le-Buis                         | La Roche-sur-le-Buis            |                                                                   | |                                  |              |
| Ruine ou disparu                                       | Château de Rochechinard                                 | Rochechinard                    | Inscrit MH (1994) · Notice no PA00132813                          | XIVe siècle | 45° 01′ 50″ nord, 5° 14′ 24″ est |              |
| Ruine ou disparu                                       | Château de Rochefort                                    | Rochefort-Samson                |                                                                   | |                                  |              |
| Château fort · Ruine ou disparu                        | Château de Rochefort-en-Valdaine                        | Rochefort-en-Valdaine           | Inscrit MH (2001) · Notice no PA26000010                          | Ancien château de pierre édifié postérieurement à l'emplacement d'une motte castrale. Château fort du XIIe siècle, en ruine au XXIe siècle. Ouvert au public. | 44° 30′ 40″ nord, 4° 51′ 15″ est |              |
|                                                        | Château de Rochegude                                    | Rochegude                       |                                                                   | |                                  |              |
| Château fort · Ruine ou disparu                        | Tour d'Alançon                                          | Roche-Saint-Secret-Béconne      |                                                                   | XIVe et XVe siècles | 44° 29′ 45″ N, 5° 01′ 47″ E      |              |
| Maison forte · Bastide                                 | Château d'Alançon                                       | Roche-Saint-Secret-Béconne      |                                                                   | XVe et XVIe siècles, hébergement, « Château Saint Secret » | 44° 29′ 11″ N, 5° 01′ 34″ E      |              |
| Château fort · Ruine ou disparu                        | Tour de Blacon (Donjon de Blacons)                      | Roche-Saint-Secret-Béconne      |                                                                   | XIVe siècle | 44° 27′ 56″ N, 5° 01′ 52″ E      |              |
|                                                        | Château de La Roche-Saint-Secret-Béconne                | Roche-Saint-Secret-Béconne      |                                                                   | |                                  |              |
|                                                        | Château de Roussas                                      | Roussas                         |                                                                   | |                                  |              |
|                                                        | Château de Rousset-les-Vignes                           | Rousset-les-Vignes              |                                                                   | |                                  |              |
|                                                        | Château de Collonges                                    | Saint-Donat-sur-l'Herbasse      |                                                                   | |                                  |              |
|                                                        | Château de Sainte-Jalle                                 | Sainte-Jalle                    |                                                                   | |                                  |              |
|                                                        | Château de Gouvernet                                    | Saint-Sauveur-Gouvernet         |                                                                   | |                                  |              |
|                                                        | Château de la Pérouze                                   | Saint-Sorlin-en-Valloire        |                                                                   | |                                  |              |
| Château fort · Renaissance                             | Château de Diane de Poitiers (Château de Saint-Vallier) | Saint-Vallier                   | Classé MH (1944) · Notice no PA00117062                           | XIIe et XIIIe siècles, XVe et XVIe siècles | 45° 10′ 46″ nord, 4° 49′ 02″ est |              |
|                                                        | Château d'Eurre                                         | Saou                            |                                                                   | |                                  |              |
|                                                        | Château de Lastic                                       | Saou                            |                                                                   | |                                  |              |
| Château fort                                           | Château de Sauzet                                       | Sauzet                          |                                                                   | |                                  |              |
|                                                        | Château de Serre-de-Parc                                | Savasse                         | Classé MH (1997) · Inscrit MH (1999) · Notice no PA00117102       | XVIIIe siècle |                                  |              |
| Château fort · Ruine ou disparu                        | Château d'Aix-en-Diois                                  | Solaure en Diois (Aix-en-Diois) |                                                                   | XIIIe et XVIe siècles | 44° 42′ 30″ N, 5° 25′ 06″ E      |              |
|                                                        | Château de Salle                                        | Solaure en Diois (Aix-en-Diois) |                                                                   | |                                  |              |
| Ruine ou disparu                                       | Château de Soyans                                       | Soyans                          |                                                                   | | 44° 37′ 39″ nord, 5° 01′ 18″ est |              |
| Domaine viticole                                       | Château de la Borie                                     | Suze-la-Rousse                  |                                                                   | XVIIIe siècle, « Château La Borie » | 44° 19′ 00″ N, 4° 49′ 40″ E      |              |
|                                                        | Château L'Estagnol                                      | Suze-la-Rousse                  |                                                                   | |                                  |              |
| Château fort · Renaissance                             | Château de Suze-la-Rousse                               | Suze-la-Rousse                  | Classé MH (1964) · Notice no PA00117072                           | XIe siècle Musée | 44° 17′ 15″ nord, 4° 50′ 12″ est |              |
|                                                        | Château de la Cheysserie                                | Les Tourrettes                  |                                                                   | |                                  |              |
|                                                        | Château de Triors                                       | Triors                          |                                                                   | |                                  |              |
|                                                        | Château de Vaugelas                                     | Valdrôme                        |                                                                   | |                                  |              |
| Maison (noble)                                         | Château de Miribel (Château de Deveau)                  | Valherbasse (Deveau)            | Classé MH (2005) · Notice no PA26000012                           | XIXe siècle | 45° 12′ 11″ N, 5° 06′ 35″ E      |              |
| Maison forte                                           | Château du Bouchet                                      | Valherbasse (Miribel)           |                                                                   | | 45° 11′ 50″ N, 5° 07′ 02″ E      |              |
| Château fort · Ruine ou disparu                        | Tour de Miribel                                         | Valherbasse (Miribel)           |                                                                   | Moyen Âge |                                  |              |
|                                                        | Château de Veaunes                                      | Veaunes                         | Inscrit MH (2000) · Notice no PA26000009                          | | 45° 05′ 09″ nord, 4° 55′ 06″ est |              |
| Château fort · Ruine ou disparu                        | Château Ratier                                          | Venterol                        |                                                                   | XIIe siècle |                                  |              |
| Ruine ou disparu                                       | Château de Verclause                                    | Verclause                       |                                                                   | |                                  |              |
| Ruine ou disparu                                       | Château de Vercoiran                                    | Vercoiran                       |                                                                   | |                                  |              |
|                                                        | Château de Villefranche-le-Château                      | Villefranche-le-Château         |                                                                   | |                                  |              |
| Domaine viticole                                       | Château de Rouanne                                      | Vinsobres                       |                                                                   | |                                  |              |
|                                                        | Château de Véronne                                      | Vinsobres                       |                                                                   | |                                  |              |